# Мадениет (Байдибекский район)
Мадениет (каз. Мәдениет) — село в Байдибекском районе Туркестанской области Казахстана. Входит в состав Мынбулакского сельского округа. Код КАТО — 513659600.

## Население
В 1999 году население села составляло 427 человек (202 мужчины и 225 женщин). По данным переписи 2009 года, в селе проживали 532 человека (265 мужчин и 267 женщин).